# Élections constituantes de 1945 dans la Mayenne
Les élections constituantes françaises de 1945 se déroulent le 21 octobre.

## Mode de scrutin
Les députés sont élus selon le système de représentation proportionnelle suivant la règle de la plus forte moyenne dans le département, sans panachage ni vote préférentiel. Il y a 586 sièges à pourvoir.
Dans le département de la Mayenne, quatre députés sont à élire.

## Candidats
Cinq listes officielles s'affrontent durant cette élection :

### Liste Républicaine - Parti Républicain Radical et Radical-Socialiste
| N° | Candidats | Candidats                 | Parti         | Principales fonctions                                                                      |
| -- | --------- | ------------------------- | ------------- | ------------------------------------------------------------------------------------------ |
| 01 |           | Adolphe-François Cendrier | Parti radical | Docteur en droit. Avocat à Laval.                                                          |
| 02 |           | Edouard Boin              | Parti radical | Conseiller municipal d'Entrammes. agriculteur-métayer                                      |
| 03 |           | Louis Deneau              | Parti radical | Conseiller municipal de Saint-Denis-de-Gastines. artisan. Ancien prisonnier du Stalag XI-B |
| 04 |           | Charles Drou              | Parti radical | Maire de Mayenne Directeur honoraire d'école primaire supérieure                           |

### Liste Parti Communiste et Parti Socialiste français
| N° | Candidats | Candidats          | Parti                     | Principales fonctions                                                                          |
| -- | --------- | ------------------ | ------------------------- | ---------------------------------------------------------------------------------------------- |
| 01 |           | Camille Lhuissier  | SFIO                      | Instituteur en retraite.                                                                       |
| 02 |           | Gaston Magot       | Parti communiste français | Conducteur principal de Travaux des PTT à Laval. Interné politique évadé - Ex. commandant FTP. |
| 03 |           | Arsène Deslandes   | SFIO                      | Conseiller municipal d'Ambrières-les-Vallées. cultivateur-exploitant                           |
| 04 |           | Antoinette Touchet | Parti communiste français | Ex. agent de liaison des formations militaires de la résistance                                |

### Liste d'Entente Républicaine
| N° | Candidats | Candidats                      | Parti                   | Principales fonctions                                                                |
| -- | --------- | ------------------------------ | ----------------------- | ------------------------------------------------------------------------------------ |
| 01 |           | Jean-Marie Bouvier O'Cottereau | Fédération républicaine | Agriculteur-exploitant. Prisonnier-évadé.                                            |
| 02 |           | Gustave Drou                   | Fédération républicaine | Maire de Saint-Pierre-sur-Orthe agriculteur-exploitant. ex. Interné politique évadé. |
| 03 |           | Eugène Pontabry                | Républicain indépendant | Conseiller municipal de Château-Gontier. notaire                                     |
| 04 |           | Lucien de Montigny             | Républicain de gauche   | Avocat à Mayenne                                                                     |

### Liste du Mouvement Républicain Populaire
| N° | Candidats | Candidats        | Parti | Principales fonctions                                                                          |
| -- | --------- | ---------------- | ----- | ---------------------------------------------------------------------------------------------- |
| 01 |           | Robert Buron     | MRP   | Administrateur d'état, membre du Comité directeur du MRP                                       |
| 02 |           | Isidore Pasquier | MRP   | Ingénieur agronome, agriculteur à Livré                                                        |
| 03 |           | Lucien Bedouet   | MRP   | Conseiller municipal de Mayenne Directeur de l'imprimerie Floc'h.                              |
| 04 |           | Louis Vincent    | MRP   | Directeur-fondateur du journal L'Indépendant, ancien président de la section locale de la CFTC |

### Liste d'Union Républicaine et Sociale et d'action Paysanne
| N° | Candidats | Candidats         | Parti                        | Principales fonctions |
| -- | --------- | ----------------- | ---------------------------- | --- |
| 01 |           | Jacques Soustelle | UDSR                         | Ministre de l'information |
| 02 |           | Jacques Foccart   | France Combattante           | Ex-agent de la DGER, propriétaire d'une affaire d'import-export vers les Antilles et d'une exploitation de bois, employé dans l'administration pour le ravitaillement |
| 03 |           | Gustave Riveron   | Parti paysan d'union sociale | Agriculteur, conseiller général du canton de Meslay-du-Maine, maire de La Cropte                                                                                      |
| 04 |           | Francis Le Basser | Radical indépendant          | Maire de Laval, conseiller général du canton de Laval-Ouest |

## Élus
Les quatre députés élus sont : 
| Député élu                     |  | Parti                   |
| ------------------------------ |  | ----------------------- |
| Jean-Marie Bouvier O'Cottereau |  | Fédération républicaine |
| Jacques Soustelle              |  | UDSR                    |
| Robert Buron                   |  | MRP                     |
| Camille Lhuissier              |  | SFIO                    |

## Résultats

### Résultats à l'échelle du département
|                | Jean-Marie Bouvier O'Cottereau Entente républicaine                    | 39 641  | 31,94  | 1 |  |  |
|                | Jacques Soustelle UDSR (Gaulliste)                                     | 25 022  | 20,16  | 1 |  |  |
|                | Robert Buron Mouvement républicain populaire                           | 22 381  | 18,03  | 1 |  |  |
|                | Camille Lhuissier Section française de l'Internationale ouvrière (PCF) | 19 993  | 16,11  | 1 |  |  |
|                | Adolphe-François Cendrier Parti radical                                | 17 072  | 13,76  | 0 |  |  |
|                |                                                                        |         |        |   |  |  |
| Inscrits       | Inscrits                                                               | 160 530 | 100,00 | 4 |  |  |
| Abstentions    | Abstentions                                                            | 30 527  | 19,02  |   |  |  |
| Votants        | Votants                                                                | 130 003 | 80,98  |   |  |  |
| Blancs et nuls | Blancs et nuls                                                         | 5 894   | 4,53   |   |  |  |
| Exprimés       | Exprimés                                                               | 124 109 | 95,47  |   |  |  |

## Analyse
Sur les 4 députés d'avant-guerre, Félix Grat était mort au combat, et les autres étaient de surcroît inéligibles pour avoir voté les pleins pouvoirs au maréchal Pétain. Des dynasties politiques qu'ils avaient constituées sous la IIIe République, une seule se perpétuera lors des IVe République et Ve République: celle de la famille Denis.
Il fallait donc trouver des candidats. Peu se déclarèrent tôt. C'est pourquoi aux personnalités locales s'ajoutèrent des parachutés parfois prestigieux, dont un s'implantera. 5 listes briguaient les 4 sièges.
Au soir du scrutin, le seul vaincu est le vieux radical-socialisme mayennais au laïcisme verbal, surtout bien implémenté avant-guerre dans le nord du département. La gauche unie (SFIO et PCF) tire son épingle du jeu. Le socialiste, tête de liste, Camille Lhuissier est élu. Cet accord PCF-SFIO, très rare en France, illustrait la volonté des communistes mayennais de jouer la carte de l'union dans un département qui leur était peu favorable et d'obtenir ainsi l'année suivante un siège au Conseil de la République.
La droite fait un excellent score (52% des voix) malgré sa division en deux listes. La droite classique présentait une liste conduite par ancien Lavallois, combattant des FFL : Jean-Marie Bouvier O'Cottereau. Cette liste, soutenue discrètement par l'Evêché et par le Courrier de la Mayenne obtient 32% des voix, et frôle un deuxième siège. L'autre liste est en fait de sensibilité gaulliste avec 3 résistants authentiques : Jacques Soustelle, Jacques Foccart et Francis Le Basser. Cette liste, peu soutenue par les milieux catholiques méfiants obtient 20% des voix.
Enfin une force émerge à ces élections législatives avec un résultat d'abord modeste (3e avec 18,32% des voix et un élu), mais qui sera amplifié dès 1946 : le MRP.

## Sources
- Les pouvoirs à la Libération dans le département de la Mayenne. Archives départementales de la Mayenne, IHTP, mai 1989.
- Michel Dloussky, Le Conseil général de la Mayenne (1935-1953), Annales de Bretagne et des pays de l'Ouest. 1996